# Çetin Altan
Çetin Altan (* 22. Juni 1927 in Istanbul; † 22. Oktober 2015) war ein türkischer Schriftsteller und Publizist. Er war von 1965 bis 1969 als Vertreter der Türkiye İşçi Partisi, der Arbeiterpartei der Türkei, Mitglied des türkischen Parlaments.
Auf literarischem Gebiet erlangte Çetin Altan Bekanntheit als Kolumnist und politischer Erzähler.
Altans Söhne Ahmet Altan, ein Journalist, und Mehmet Altan, Professor für Wirtschaftswissenschaften, wurden 2016 nach dem gescheiterten Putschversuch verhaftet.

## Auszeichnungen
- 1973: Orhan-Kemal-Literaturpreis

## Buchveröffentlichungen (Auswahl)
- Büyük Gözaltı (dt. Die große Haft), 1972.
- Bir Avuç Gökyüzü, 1974.
- Viski, 1975.
- Küçük Bahçe, 1978.